# 宋宛穎
宋宛穎（葡萄牙語：Sabrina Mendes；1999年6月8日—），出生於葡屬澳門的土生葡人，香港女藝人及電視節目主持人，曾為香港大型童星演員及《2021年度香港小姐競選》冠軍，現為無綫電視經理人合約藝員。

## 生平履歷

### 家庭背景
宋宛穎是一名中葡混血兒，她出身於澳門第二大選美家族，其家族在90年代曾多次代表澳門參加各類型國際性選美，如世界小姐選舉、亞洲太平洋國際小姐大賽 （页面存档备份，存于）、國際華裔小姐競選等，並多次前往海外代表澳門作國際親善工作和推廣澳門旅遊業。母親文寶雪為1990年度澳門小姐亞軍，曾代表澳門參選1991年度國際華裔小姐競選，參選號碼為13號，與袁詠儀是同屆佳麗。兩名堂姨分別是1990年度澳門小姐冠軍文雪兒及1994年度澳門小姐亞軍文雪婷，表姨則是1995年度澳門小姐季軍飛雅倫。而宋宛穎的外婆蔡碧芝（Annie Mendes）是澳門粵曲名伶，亦是澳門粵劇曲藝總會副會長及蓮芝曲藝會理事長。 此外，蔡碧芝曾在2021年9月13日（宋宛穎當選港姐冠軍翌日）的TVB娛樂新聞台賽後家訪中透露其兩位堂姐在數十年前均當選為加拿大小姐和三藩市小姐。

### 早年生活及教育
宋宛穎從小在單親家庭長大，就讀澳門國際學校，自6歲開始練習多種舞蹈，亦為薛家燕藝術培訓中心的學員，曾於2010年《TVB兒童節天才大匯演》及《歡樂滿東華》中亮相演出。同時亦拍攝過MV《弟子二十四孝》、澳門主題公園《冒險樂園Planet J》廣告及香港迪士尼樂園廣告等。她在2021年6月畢業於加拿大多倫多大學，雙主修生物化學及人類生物學。2024年12月，宋宛穎在香港大学李嘉诚医学院取得醫療科學碩士（MMedSc）学位。

### 參加選美
2021年，宋宛穎為完成母親心願而參加2021年度香港小姐競選。她在賽前因其外貌被指酷似多名前選美冠軍，如1988年度香港小姐競選冠軍李嘉欣、2001年度國際華裔小姐冠軍廖碧兒、2012年度國際中華小姐冠軍張曦雯及2013年度香港小姐冠軍兼最上鏡小姐陳凱琳而被傳媒視為賽前冠軍及最上鏡小姐大熱，並冠稱「嫩版李嘉欣」和「小美人」（因李嘉欣的暱稱是「大美人」）的稱號。而且更被多名師姐點名稱讚，其中張秀文稱讚她：「好生性」和有「大姐姐風範」，而陳凱琳則稱讚其外表「mix得好靚」。
在賽前訓練營《We Miss Hong Kong STAY-cation晉級賽》中，由於其個人及其所屬組別乃各佳麗中最佳，故獲最優先選擇決賽參賽號碼之權利，並為該屆賽事之8號佳麗。而在準決賽之問答對戰環節中，她以三種水果形容其中三位大會評判，分別以淡雪草苺、香印提子和蘋果來形容大會評判朱玲玲、王幼倫和余錦基，結果獲全部在場投票的歷屆港姐嘉賓支持，晉身決賽並最終以大熱姿態奪得《2021年度香港小姐競選》冠軍。
由於宋宛穎與1988年度香港小姐競選冠軍李嘉欣的個人經歷亦有若干相似之處，故被傳媒及坊間相提並論，例如二人均為6月份出生的「雙子座」，也是成長於單親家庭，亦同時為澳門出生的中葡混血兒，且同為在香港小姐競選中贏得冠軍但大熱倒灶失落最上鏡小姐獎項的佳麗，而1988年度及2021年度之最上鏡小姐獎項得主則分別是陳淑蘭和楊培琳。
由於新冠肺炎疫情肆虐，2020至2022年度的《國際中華小姐競選》被迫取消，故宋宛穎成為繼劉倩婷、黃嘉雯及謝嘉怡後，第四個因賽事出現變卦而無緣角逐華姐的港姐冠軍。

## 演出作品

### 主持節目
| 首播     | 節目名                   | 備註                                                         |
| 無綫電視 |                          |                                                              |
| 2021年   | 萬千星輝賀台慶           | 與丁子朗、陳貝兒、馮盈盈、鄭裕玲、汪明荃合作共同擔任大會司儀 |
| 2021年   | 傑出小童星嘉許典禮       | 與陸浩明擔任司儀                                             |
| 2022年   | 新春開運王               | 與周志康、薛家燕擔任主持                                     |
| 2022年   | 北京冬奧                 | 主持之一                                                     |
| 2022年   | 萬眾同心公益金           | 與陳庭欣、區永權、鄭裕玲合作共同擔任大會司儀                 |
| 2022年   | 明愛暖萬心               | 與汪明荃合作共同擔任大會司儀                                 |
| 2022年   | 萬千星輝賀台慶           |                                                              |
| 2022年   | 歡樂滿東華               |                                                              |
| 2023年   | 星光熠熠耀保良           |                                                              |
| 2023年   | 歡樂滿東華2023           |                                                              |
| 2024年   | 新春保良迎金龍           |                                                              |
| 2024年   | 澳門戶外表演區預熱音樂會 | 與黃冠亨共同擔任大會司儀                                     |
| 2024年   | 福佑香江 同心邁向2025    | 與陸浩明共同擔任大會司儀                                     |

### 綜藝節目
| 首播     | 節目名                              | 備註             |
| 無綫電視 |                                     |                  |
| 2021年   | We Miss Hong Kong美麗同行           | 固定演出         |
| 2021年   | We Miss Hong Kong STAY-cation晉級賽 | 固定演出         |
| 2021年   | 2021年度香港小姐競選準決賽          | 固定演出         |
| 2021年   | 2021年度香港小姐競選決賽            | 固定演出         |
| 2021年   | 2021香港小姐最美傳奇                | 固定演出         |
| 2024年   | 早D知早D醫                          |                  |
| 2024年   | 澳門25個第一                        | 與洪永城共同主持 |
| 2025年   | 食好D                               |                  |
| 東方衛視 |                                     |                  |
| 2022年   | 加油！小店                          | 常駐嘉賓         |

### 電影
| 年份   | 名稱       | 角色                           |
| 2016年 | 《選老頂》 | Jasmine Atkinson（六寶之女兒） |

### 電視劇
| 年份     | 劇名              | 角色    |
| 無綫電視 |                   |         |
| 2023年   | 愛·回家之開心速遞 | Tiffany |
| 2024年   | 飛常日誌          | 林婉君  |

## 曾獲獎項及提名
| 年份   | 獎項                                           | 結果 |
| ------ | ---------------------------------------------- | ---- |
| 2021年 | 2021年度香港小姐競選 冠軍                      | 獲獎 |
| 2021年 | 2021年度香港小姐競選 美麗掌門大獎              | 獲獎 |
| 2021年 | 2021年度香港小姐競選 EA Beauty完美肌膚體態小姐 | 獲獎 |

## 外部連結
- 宋宛穎的Facebook
- 宋宛穎的Instagram帳戶
- 宋宛穎的YouTube （页面存档备份，存于）
- 宋宛穎Sabrina的新浪微博
- 2021香港小姐競選佳麗檔案 - 8號　宋宛穎 Sabina Mendes De Assuncao （页面存档备份，存于）

| 前任： 謝嘉怡 | 香港小姐競選冠軍 2021年 | 繼任： 林鈺洧 |